# رشیدبیگ آخوندزاده
رشیدبیگ آخوندزاده (انگلیسی: Rashid bey Akhundzadeh; ۱۰ آوریل ۱۸۸۰ – آوریل ۱۹۴۰ (۵۹−۶۰ سال)) سیاست‌مدار اهل جمهوری آذربایجان بود.